# Dana Kaproff
Dana Kaproff (Los Angeles, 24 aprile 1954) è un compositore statunitense.

## Filmografia parziale

### Cinema
- L'impero delle termiti giganti (Empire of the Ants), regia di Bert I. Gordon (1977)
- Quando chiama uno sconosciuto (When a Stranger Calls), regia di Fred Walton (1979)
- Il grande uno rosso (The Big Red One), regia di Samuel Fuller (1980)
- Galeotti sul pianeta Terra (Doin' Time on Planet Earth), regia di Charles Matthau (1988)
- The Amityville Murders (The Amityville Murders), regia di Daniel Farrands (2018)

### Televisione
- Ellery Queen - serie TV, 6 episodi (1976)
- Militari di carriera (Once an Eagle) - miniserie TV, 7 puntate (1976-1977)
- Delvecchio - serie TV, 6 episodi (1977)
- The Amazing Spider-Man - serie TV, 8 episodi (1978-1979)
- L'Uomo Ragno sfida il Drago (Spider-Man: The Dragon's Challenge) - film TV, regia di Don McDougall (1979)
- Falcon Crest - serie TV, 45 episodi (1982-1986)
- Starman - serie TV, 20 episodi (1986-1987)
- Ai confini dell'aldilà (Shades of L.A.) - serie TV, 4 episodi (1990)
- Lo sconosciuto alla porta (When a Stranger Calls Back) - film TV, regia di Fred Walton (1993)

## Premi
- ASCAP Award 1988